# Dicranella affinis
Dicranella affinis är en bladmossart som beskrevs av Johan Ångström 1876. Dicranella affinis ingår i släktet jordmossor, och familjen Dicranaceae. Inga underarter finns listade i Catalogue of Life.